# Giovanni Sforza (storico)
Giovanni Sforza (Montignoso, 3 luglio 1846 – Montignoso, 1º ottobre 1922) è stato un nobile, letterato e storico italiano.

## Biografia
Giovanni Sforza discendeva da un ramo secondario della famiglia dei duchi di Milano; apparteneva infatti al ramo di Castel San Giovanni (Piacenza), generato dalla linea dei Conti di Borgonovo Val Tidone (Piacenza), Borgonovo, il cui capostipite è stato Sforza Secondo Sforza (fl. 1486), figlio naturale di Francesco Sforza (1401-1466, figlio naturale di Muzio Attendolo detto lo "Sforza", Conte di Cotignola), quarto duca di Milano.
Il luogo di nascita, Montignoso in Lunigiana, fu parte, prima dell'unità italiana, del Ducato di Lucca (fino al 1847) e poi del Ducato di Modena (1848 - 1859). Laureatosi in Lettere all'Università di Pisa, raffinò a Firenze la sua preparazione storico-archivistica, alla scuola di Francesco Bonaini, Cesare Guasti e Cesare Paoli.
Lavorò in seguito negli archivi di Pisa, Lucca (dove fu collaboratore di Salvatore Bongi), Massa (di cui fu il primo direttore), Torino, Venezia, mettendo in luce una notevole quantità di documenti. 
Fu inoltre sopraintendente del R. Archivio di Stato di Torino e Membro del Consiglio Superiore per gli Archivi .
Iniziò a pubblicare giovanissimo, e fu autore molto copioso: la sua bibliografia annovera oltre mezzo migliaio di titoli.
Si occupò di storia lunigianese, del Risorgimento, del periodo napoleonico, di Alessandro Manzoni (di cui pubblicò brani inediti ed il carteggio), di Francesco Domenico Guerrazzi, di papa Niccolò V. 
Fece inoltre parte di varie deputazioni di storia patria e di accademie, quali l'Accademia della Crusca, e l'Accademia dei Lincei
Sposatosi con Elisabetta Pierantoni di una famiglia di mercanti di seta lucchesi, ebbe quattro figli: Cesare (Medico), Carlo che fu diplomatico e uomo politico di rilievo internazionale: Ministro degli Esteri del Regno d’Italia dal 1920 al 1921 e della Repubblica Italiana dal 1947 al 1951, ha sottoscritto il Trattato di Rapallo (1920), il Trattato di Pace del 1947, il Patto Atlantico (1949) e il Consiglio d'Europa, Ascanio Michele (ingegnere), Alessandro (Generale)

## Opere principali
- Saggio d'una bibliografia storica della Lunigiana, Modena, Vincenzi, 1874.
- Epistolario di Alessandro Manzoni, 2 voll., Milano, Libreria di educazione e di istruzione Paolo Carrara editore, 1882-1883, SBN RAV2175040.
- La patria, la famiglia e la giovinezza di papa Nicolò V, Lucca, Giusti, 1884.
- Il Mazzini in Toscana, Torino, Roux e Frassati, 1899.
- Documenti inediti per servire alla vita di Ludovico Ariosto, Modena, Soc. Tip. Modenese, 1900.
- Storia di Pontremoli dalle origini al 1500, Firenze, Franceschini, 1904.
- Brani inediti dei Promessi Sposi, Milano, Hoepli, 1905.
- La Rivoluzione del 1831 nel Ducato di Modena, Roma, Dante Alighieri di Albrighi & Segati, 1909
- Dante e la Lunigiana, Milano, Hoepli, 1909
- Carteggio di Alessandro Manzoni, a cura di Giovanni Sforza e Giuseppe Gallavresi, 2 voll., Milano, Ulrico Hoepli, 1912-1921, SBN LO10259545.
- La caduta della Serenissima nei dispacci della diplomazia piemontese e inglese, Archivio veneto – 1913
- Silvio Pellico a Venezia, 1820-1822, Venezia, R. Dep. Veneta di Storia Patria, 1917.
- Una Medaglia inedita de’ Principi Baciocchi, in Rivista italiana di numismatica
- La fine di Cagliostro studiata ne’ documenti lucchesi, in Archivio storico italiano, 1891